# Gotelão I de Verdun
Gotelão I de Verdun (c. 967 - 1044) foi marquês de Antuérpia de 1008, e depois duque da Baixa Lorena, senhorio que deteve entre 1023 e 1044, foi também Duque da Alta Lorena entre 1033 e 1044. 

## Biografia
Com a morte de seu pai, ele recebeu o título do marquesado de Antuérpia, mantendo-se como apoiante do seu irmão Godofredo de Verdun, conde de Verdun, que recebera o ducado de Baixa Lorena em 1012. 
Em 1023, Gotelão I sucedeu o seu irmão que havia morrido sem filhos. Em 1024, depois da morte do Imperador Henrique II, Sacro Imperador Romano, opôs-se violentamente junto com outros nobres dos seus domínios a Conrado II, Sacro Imperador Romano-Germânico antes de acabar por se lhe submeter em 1025.
Em 1033, após a morte de seu primo Frederico III da Lorena, Conrado II deu-lhe a Lotaríngia Superior, restaurando assim a antiga Lotaríngia. Em outubro de 1037, viu-se na necessidade de defender os seus ducados contra Eudes II de Blois, conde de Meaux e de Troyes, que procurou criar um reino entre a França e Germânia. Gotelão I vencê-lo em 15 de novembro de 1037 no Ducado de Bar, tendo Eudes II de Blois, vindo a morrer algum tempo mais tarde.
Gotelão I consegue manter Drente, que havia herdado de seu irmão Godofredo, apesar das investidas de Henrique II e Conrado II que tentaram construir a igreja de Utrecht como forma de afirmação sobre o território.

## Relações familiares
Ele era o filho mais novo de Godofredo de Verdun "o cativo", conde de Verdun e Matilda da Saxónia (? - 1008).
Foi casado por duas vezes.
Uma com Ermengarda de Lorena, de quem teve:
1. Godofredo da Lorena (c. 997 - 1069)[3] "o Barbudo", Duque de Lotaríngia Inferior e Superior, casado com Duda da Lorena.

O segundo casamento foi com Barba de Lebarten, filha de Otão III de Lebarten e de Lucardo de Linselstein, de quem teve:
1. Frederico da Lorena (? - 1058), que se tornou papa sob o nome de Papa Estêvão IX[4].
2. Odão da Lorena, que se casou com Lamberto II de Lovaina (? - 1062), Conde de Lovaina.
3. Regelinda da Baixa Lotaríngia (c. 1038 - 1067), casada com Alberto II de Namur (1000 — 1064) foi conde de Namur entre os anos de 1018 e 1062. Como dote Regelinda levou o valor simbólico de Durbuy.
4. Matilda da Lorena, casada com Sigebaldo de Santois (? - antes de 1049), e depois da morte deste com Henrique da Lotaríngia "o Furioso" (? - 1061), Conde Palatino da Lotaríngia, que foi assassinado em 1061.
5. Gotelão II da Lorena (provavelmente já está morto em 1046).